# Cañas (La Rioja)
Cañas is een gemeente in de Spaanse provincie en regio La Rioja met een oppervlakte van 9,72 km². Cañas telt 102 inwoners (1 januari 2016).

## Demografische ontwikkeling

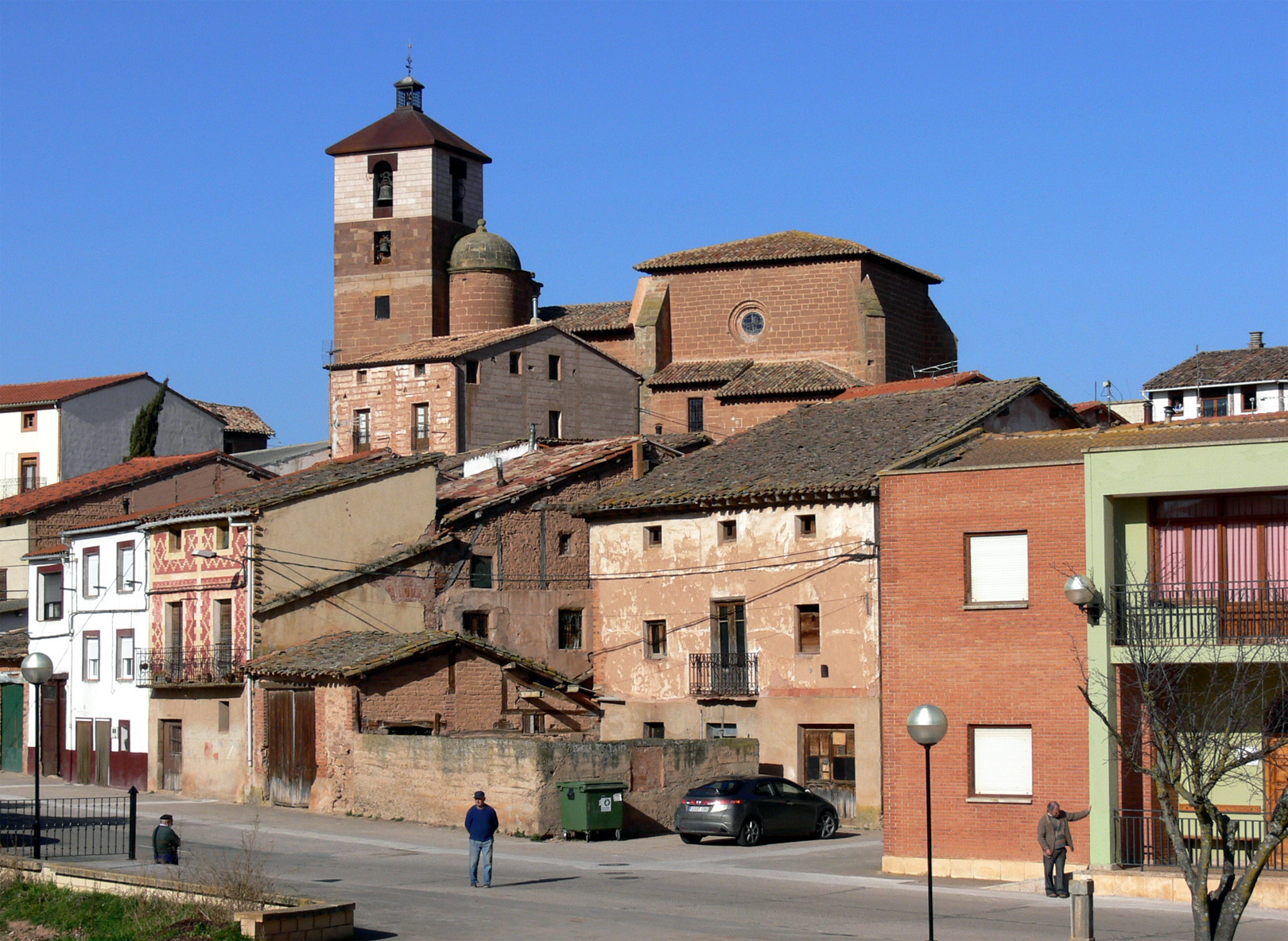
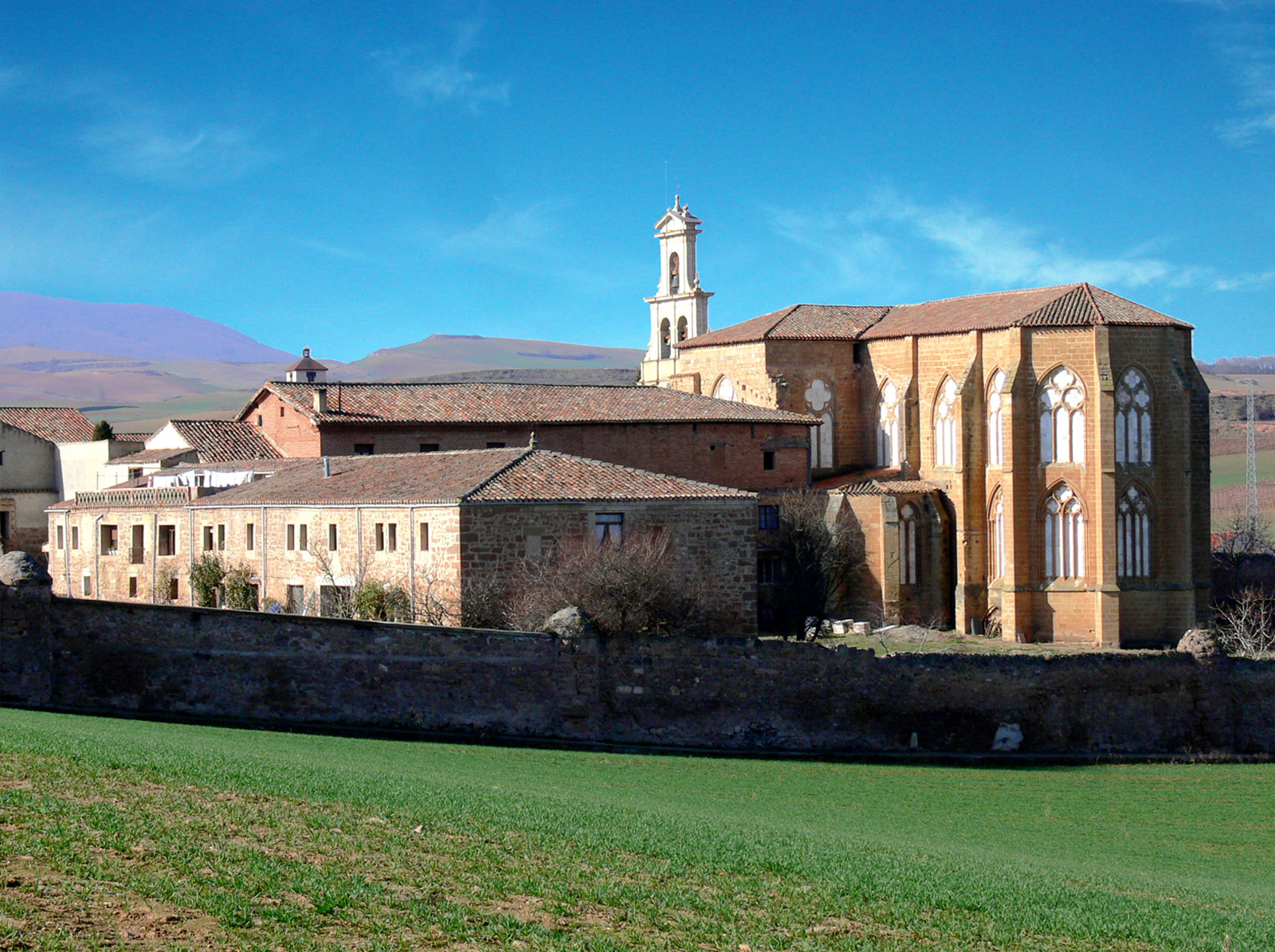
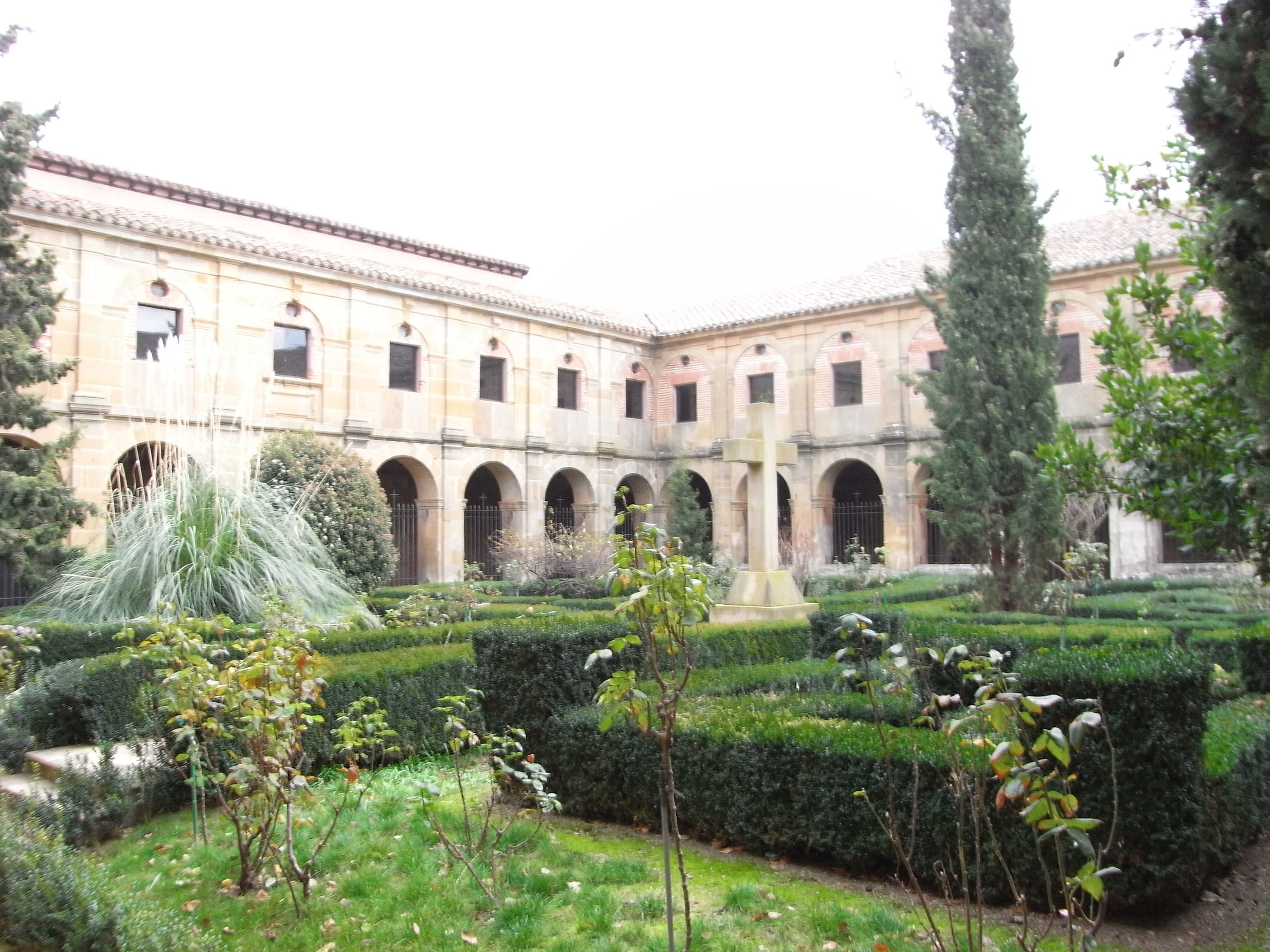

Bron: INE, 1857-2011: volkstellingen